# 12-12-12: The Concert for Sandy Relief
12-12-12: The Concert for Sandy Relief byl benefiční koncert, který se odehrál 12. prosince 2012 v Madison Square Garden v New Yorku.
Koncert se organizoval v reakci na hurikán Sandy, který na konci října 2012 zdevastoval část severovýchodu Spojených států a způsobil škodu odhadem 60 miliard dolarů. Koncert byl živě vysílán v televizi, rádiu, kinech a na internetu. Zisk z koncertu byl věnován na pomoc obětem v New Yorku, New Jersey a Connecticutu.
Na tomto benefičním koncertu vystoupilo mnoho známých interpretů, například The Who, Bruce Springsteen, Alicia Keys, Bon Jovi, Eric Clapton, Billy Joel, The Rolling Stones, Roger Waters, Chris Martin, Michael Stipe, Kanye West, Eddie Vedder, Dave Grohl, Krist Novoselic, Pat Smear nebo Paul McCartney.

## Program
Koncert proběhl od 19:30 do 1:20.
1. reportáž o následcích hurikánu Sandy
2. Bruce Springsteen a E Street Band
  1. "Land of Hope and Dreams" a část "People Get Ready"
  2. "Wrecking Ball"
  3. "My City of Ruins" a část "Jersey Girl"
  4. "Born to Run" (s Jonem Bon Jovim)
3. Billy Crystal
4. Susan Sarandon
5. Roger Waters (z Pink Floyd)
  1. "In the Flesh?"
  2. "The Happiest Days of Our Lives"
  3. "Another Brick in the Wall (Part 2)" (se skupinou mladých tanečníků)
  4. "The Ballad of Jean Charles de Menezes"
  5. "Money"
  6. "Us and Them"
  7. "Comfortably Numb" (s Eddiem Vedderem)
6. Adam Sandler a Paul Shaffer
  1. "Sandy Screw Ya" (text o Sandy a New Yorku na hudbu "Hallelujah")
7. Brian Williams (s Benem Stillerem a Whoopi Goldbergová)
8. Billy Crystal
9. Kristen Stewartová
  1. video: Jon Bon Jovi v New Jersey
10. Bon Jovi
  1. "It's My Life"
  2. "Wanted Dead or Alive"
  3. "Who Says You Can't Go Home" (s Brucem Springsteenem)
  4. "Livin' on a Prayer" (s intrem a cappella)
11. Brian Williams (s Tonym Danzou a Whoopi Goldberg)
12. Jon Stewart
13. Eric Clapton
  1. "Nobody Knows You When You're Down and Out"
  2. "Got to Get Better in a Little While"
  3. "Crossroads"
14. Chelsea Clinton
  1. video organizace Team Rubicon v Rockaways
15. Jimmy Fallon
  1. video: Pastor Connie Hula
16. The Rolling Stones
  1. "You Got Me Rocking"
  2. "Jumpin' Jack Flash"
17. video sponzorované bankou Chase
18. Stephen Colbert
19. Sean Combs a Olivia Wildeová
20. Alicia Keys
  1. "Brand New Me"
  2. "No One"
21. video sponzorované společností State Farm Insurance
22. Steve Buscemi
  1. video: the Graybeards[3]
23. The Who
  1. "Who Are You"
  2. "Bell Boy" (s vokály Keithe Moona zvukově z alba Quadrophenia a obrazově z archivního videa z vystoupení v Charltonu 18. května 1974)
  3. "Pinball Wizard"
  4. "See Me, Feel Me"
  5. "Baba O'Riley"
  6. "Love, Reign o'er Me"
  7. "Tea & Theatre"
24. Brian Williams (s Joem Pantolianoem a Jamesem Gandolfinim)
25. video: interpreti mluví o následcích hurikánu
26. Billy Crystal
27. News 12 New Jersey
28. video: bližní postižení hurikánem, s Phyllis Puglia
29. Chris Rock
30. Kanye West
  1. "Clique"
  2. "Mercy"
  3. "Power"
  4. "Jesus Walks"
  5. "All of the Lights"
  6. "Run This Town"
  7. "Diamonds from Sierra Leone"
  8. "Diamonds Remix"
  9. "Touch the Sky"
  10. "Gold Digger"
  11. "Good Life"
  12. "Runaway"
  13. "Stronger"
31. Brian Williams (s Jackem McBrayerem a Jimmym Fallonem)
32. Seth Meyers s Bobbym Moynihanem jako "Drunk Uncle"
33. Jake Gyllenhaal s Patricií Farrell
34. Billy Joel
  1. "Miami 2017 (Seen the Lights Go Out on Broadway)"
  2. "Movin' Out (Anthony's Song)"
  3. "Have Yourself a Merry Little Christmas" (část)
  4. "New York State of Mind"
  5. "The River of Dreams" (s "Gloria")
  6. "You May Be Right"
  7. "Only the Good Die Young"
35. Blake Lively
36. Chris Martin z Coldplay
  1. "Viva la Vida"
  2. "Losing My Religion" (s Michaelem Stipem z R.E.M.)
  3. "Us Against the World"
37. Brian Williams
38. Katie Holmes a Jason Sudeikis
39. video: Red Hook Rising
40. Leonardo DiCaprio (video)
41. Jamie Foxx, Quentin Tarantino a Christoph Waltz
42. Paul McCartney
  1. "Helter Skelter"
  2. "Let Me Roll It"
  3. "Nineteen Hundred and Eighty-Five"
  4. "My Valentine" (s Dianou Krall)
  5. "Blackbird"
  6. "Cut Me Some Slack" (s Kristem Novoselicem, Davem Grohlem a Patem Smearem z Nirvany)
  7. "I've Got a Feeling"
  8. "Live and Let Die"
43. Alicia Keys
  1. "Empire State of Mind (Part II) Broken Down"[4]
44. Billy Crystal